# 朱昭陽
朱昭陽（1903年—2002年2月14日），是一位出身板橋的教育家及官僚，臺北市私立延平高級中學創辦人及首任校長。

## 生平

### 家族及早年生活
朱昭陽的先人據傳於乾隆年間自福建省漳州府平和縣渡海前往臺灣，並於後來定居於石門，並以務農為生。後來，他的祖父朱寬裕移居板橋，改以釀酒為業，所產「朱源隆」號紅酒聞名各地。在日本當局於臺灣實施菸酒專賣制度後，其家族改以耕讀傳家，他的父親朱四海因而精通漢文；同時，其家族為避與日本當局人士交往，舉家遷居埤仔墘。
朱昭陽在幼時從父親學習漢文三年，後於八歲入板橋公學校，十五歲以未足齡考入國語學校，並於1921年畢業。
畢業後，朱昭陽在大哥朱驕陽鼓勵下，瞞著雙親與好友曾人模搭乘輪船前往日本，插班進入東京私立麻布中學四年級，後又考上東京第一高等學校，成為首位考入該校的臺灣籍學生；在經過當時新聞媒體廣為報導後，他的父親終於開始諒解其隱瞞雙親赴日的行為。
此外，朱昭陽在抵達東京不久後，即在國語學校學長吳三連引介下加入「新民會」，並於其後與林獻堂、蔡培火、楊肇嘉等相識，從此開始支援臺灣議會設置請願運動。
1925年，朱昭陽考入東京帝國大學經濟學部；後來，他於大二時通過行政科高等文官考試，大三時又通過司法科高考及大藏省就職考試。當時，他的指導教授矢內原忠雄因非常賞識他的才華而邀請他留任助教，但是，他以答應大藏省在先而予以婉拒。臺灣總督府聞訊後也邀請他返臺服務，但他因不滿該府對臺籍人士的差別待遇而予以拒絕。

### 官僚生涯
1928年，朱昭陽進入大藏省，任職理財局調查課兼專賣局管理課，屬判任官；三年後，他升奏任官，並調往專賣局大阪分局。直至1937年，他在職位上頻繁調動，於大阪、高崎、金澤、熊本、廣島及宇都宮等分局擔任課長級或分局長職務。
1929年，朱昭陽與黃坤卿舉行婚禮；黃坤卿來自臺南，並曾就讀於私立明華女子歯科医学専門学校。婚後，兩人育有一女朱秋月，以及二子朱耀沂、朱耀源。
1944年，朱昭陽擔任專賣局總局的主計課長，升任高等官二級。

### 為辦學而奔走
1945年8月日本無條件投降後，朱昭陽與志同道合者發起組織「新生臺灣建設研究會」並被推為會長，準備返臺參與建設家鄉。
1946年2月，朱昭陽舉家與六、七百位旅日臺籍人士自東京乘坐遣送船冰川丸抵達基隆。在埤仔墘老家歡慶團圓後，他應臺北市長游彌堅請託接掌市立大同中學，並應魏清德邀請，協助整頓臺灣省合會儲蓄公司；此間，他為籌募辦學基金開始與劉明奔波各地，並組織延平學院董事會，敦請林獻堂出任董事長。
1946年10月10日晚上，延平學院借用私立開南商工學校操場舉行開學典禮，第一所由臺灣人自主創辦的大學宣告誕生。
數月後，二二八事件發生，延平學院被指稱校內藏有軍械，因而遭勒令停辦。
事件過後，魏道明出任臺灣省主席，主任秘書羅理(為朱昭陽在東京第一高等學校的同學)向魏道明推薦他出任合作金庫常務理事。
延平學院被迫關閉後，朱昭陽在羅理的協助下始得以延平補校的名義獲准復校，並於1948年9月正式開學；但是，開南商工不願再提供校舍予延平補校使用，幸好時任西門國小校長的陳炳榕特別撥出該校一間教室予延平補校作辦公室使用，其他教室則無條件提供延平補校作夜間上課之用。
1949年9月，朱昭陽在合作金庫上班時，突然被傳到警備總部審訊有關當年在東京組織「新生臺灣建設研究會」之事，並於隨後被羈押達一百日。同年12月31日，他終於獲釋返家，並被強制命令登報聲明解散該會。
延平補校校址問題在眾人協助下解決後，朱昭陽與該校副校長宋進英四處奔走籌募建校經費，並爭取臺北市市議員的同意與支持；最後，市議會通過補助建校總工程費新臺幣四十萬元之半額。
1990年，朱昭陽因年事漸高，乃延請延平補校校友粟竹松接任該校校長職務，並於隨後轉任董事長。
2001年2月，朱昭陽正式創辦成立「延平學院復原籌備處」，以爭取復原延平學院。

## 著作
- 《朱昭陽回憶錄：風雨延平出清流》[5]

## 外部鏈結
- 傑出校友小傳-朱昭陽- 臺北市立大學－校史室 （页面存档备份，存于）